# Geologica Acta
Geologica Acta es una revista científica de acceso abierto revisada por pares que cubre la investigación en ciencias de la Tierra a nivel internacional. Actualmente, el acceso es completamente abierto (de manera que tanto la publicación como el acceso a la información no necesita de remuneración).
Se estableció en 2003 como sucesora de 'Acta Geologica Hispanica (1966-2002), una revista de orientación regional publicada en español. Según el Journal Citation Reports, la revista tuvo un factor de impacto de 2011 de 1,672, lo que la ubica en el puesto 12 entre las 46 revistas de la categoría «Geología».
Según SCI Journal la revista tiene un factor de impacto para 2021 de 1,432.
La revista está financiada y editada por la Facultad de Ciencias de la Tierra de la Universidad de Barcelona y el Instituto de Ciencias de la Tierra Jaume Almera (ICJTA-CSIC). También son editores el Instituto de Evaluación Ambiental e Investigación del Agua (IDAEA-CSIC), la Universidad Autónoma de Barcelona (UAB) y el Instituto Cartográfico y Geológico de Cataluña (ICGC). Además, recibe apoyo financiero adicional del departamento de publicaciones del Consejo Superior de Investigaciones Científicas (CSIC).

## Historia
Geologica Acta fue establecida en 2003 como un sucesora de Acta Geologica Hispanica (1966-2002), una revista científica local publicada en español. Desde su inicio, la revista se ha ido adaptando a los diferentes cambios que han ido surgiendo, adaptándose a las necesidades más actuales de publicación.

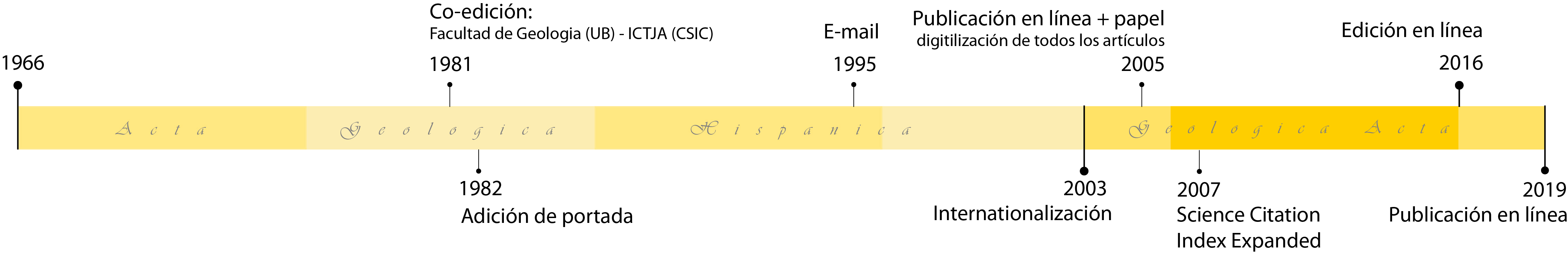
Cronología de Acta Geológica Hispanica y Geologia Acta. La línea temporal muestra la evolución y los cambios más relevantes en tema edición y publicación de la revista.

### Acta Geológica Hispanica (1966-2002)
En 1966 se inició Acta Geologica Hispanica a partir de una asociación entre la Universidad de Barcelona (UB) y el Consejo Superior de Investigaciones Científicas (CSIC), con la iniciativa del profesor L. Solé Sabarís. Su objetivo principal era proporcionar a los geólogos españoles una manera rápida y eficiente de difundir su trabajo de investigación para el resto de la comunidad científica.
En la época, la publicación en revistas del ámbito (aún no dominadas por la edición comercial) era el medio de obtención de publicaciones periódicas especializadas más habitual, además de otorgar prestigio a los centros editores. De esta manera, las revistas científicas institucionales servían como elemento de intercambio científico con otras instituciones y así se mantenía la calidad del fondo bibliográfico de los investigadores (tanto de la UB como del ICTJA).
De 1977 a 1981 el Instituto Nacional de Geología, bajo la tutela del ICTJA (CSIC), se encargó de la edición. A partir de 1981, Acta Geologica Hispanica pasó a ser conjunta entre el ICTJA y la Facultad de Geología (actual Facultad de Ciéncias de la Tierra) de la UB.
Debido a la aparición y reproducción masiva de revistas científicas comerciales internacionales, que ofrecían buena calidad de edición, publicación rápida con comités científicos y alta calidad de los artículos (debido a la revisión por pares), muchas de las revistas institucionales fueron asfixiadas (sobre todo aquellas que no fueron publicadas en inglés). Este hecho, junto a los cambios de evaluación de investigadores que se dieron a nivel estatal (únicamente se evaluarian aquellas publicaciones incluidas en el Science Citation Index y en el Journal Citation Reports), comportaron el declive de Acta Geologica Hispanica.
Contra estos infortunios, se llevaron a cabo ciertas estrategias para impulsar la revista:
- Para los años 90 todos los artículos incluían un resumen extenso en inglés (lo cual contribuía a la difusión en ciéncia geológica, aunque no estuviesen por completo en inglés),
- Cambios de formato, incluyendo la adición de portada, para así asemejarse a lo que el mercado demandaba (consultar la cronología),
- Incremento del número de trabajos publicados,
- Inicio de edición de números temáticos, trabajos centrados en una región concreta, introduciendo la figura del editor científico invitado, el cual augmenta la calidad del volumen.

La revista se ganó su espacio dentro del ámbito español debió a que permitía la publicación de un gran número de trabajos de una amplia variedad de disciplinas de Ciéncias de la Tierra. En sus inicios los artículos se publicaban en 5 o 6 números durante el año, hasta el 1982 que con la publicación del volumen 17 se introdujeron cambios en el estilo de la revista, añadiéndole portada y comenzando a publicarlo trimestralmente (mirar la cronología). Durante sus años activos publicó 37 volúmenes, con más de 1000 artículos científicos.
El ámbito de estudio fue ampliándose progresivamente, abastando un ámbito mayor y multidisciplinariedad en Ciencias de la Tierra. El conjunto de todos los hechos nombrados comportó el proceso evolutivo que impulsó la creación de una revista totalmente renovada: Geológica Acta.

### Geológica Acta (2003-actualidad)
En 2003 Geologica Acta cómo el resultado del proceso de expansión anterior, convirtiéndose en una revista internacional para difundir las ideas de resultados entre las comunidades generalizadas de investigadores en Ciencias de la Tierra a nivel global, publicando los artículos en inglés. La intención fue, y sigue siendo, conseguir un instrumento moderno y eficaz para la rápida difusión de la investigación del ámbito.
Se trata de una revista científica institucional de acceso abierto y ámbito internacional y multidisciplinar sin ánimo de lucro (de manera que la difusión de la información se hace sin necesidad de remuneración por ninguna de las partes, ni autores ni lectores).
Comenzó publicando un volumen anual repartido en 4 números trimestrales de investigación original, incluyendo artículos científicos, short notes y reseñas de libros relacionados con el mundo de las Ciéncias de la Tierra. 
A partir de 2005, la revista se publica en línea, publicando en su web oficial todos los artículos en formato de In Press al final de la edición de su equipo editorial y en una versión trimestral en papel. En este momento, se realizó la digitalización de todos los volúmenes anteriores, incluidos los artículos publicados en Acta Geológica Hispánica en sus archivos (para tener la colección completa en línea). Después de 2007, cuando Geologica Acta se incluyó en el Citation Index Expanded, su área de publicaciones creció, incluyendo estudios de más de 40 países en los últimos 5 años. En 2007, además, se incluyó en la categoría de Geología del Journal Citation Report, siendo la primera revista científica del estado en estar indexada allí.
En 2016 se incluyó la edición en línea, y se celebró el 50ª aniversario de la creación de la revista, y en 2018 el 15.º aniversario de Geologica Acta.
Durante 15 años (2003-2018) se llevó acavo la publicació tanto en formato impreso como en acceso libre, gratuito y universal en línea (de manera que tanto la publicación como el acceso a los estudios es completamente gratuito). Se publicaron 16 volúmenes (anualmente), con un total de 64 números (publicando uno por trimestre) y 470 artículos científicos.
A partir del Volumen 17 (2019) la publicación comienza a ser únicamente en línea, dejando de publicar en 4 números (aunque si se publiquen número especiales agrupados por temática). 

## Equipo editorial
Los artículos científicos que se publican en esta revista siguen un proceso típico de revisión por pares, en el cual participan tanto el equipo científico, formado por 5 editores, acadèmicos de las instituciones financiadoras. Ellos trabajan de la mano de Editores Científicos de diferentes instituciones y universidades de alrededor del mundo. Además, cuenta con un Consejo de Asesores Científicos, el cual cuienta con cerca de 60 profesionales de todos los campos de las Ciencias de la Tierra, y de un Equipo Editorial, el cual se ocupa de gestionar todo lo referente a los artículos, su publicación y difusión.

## Plataformas digitales
La revista actualmente se encuentra indexada y/o resumida en las siguientes plataformas:
- Science Citation Index Expanded,
- Journal Citation Reports, siendo la primera revista científica del estado en estarlo,
- Georef,
- Pascal,
- Biosis Previews,
- Latindex,
- Scopus,
- Geological Abstracts,
- Abstracts Geogràfics,
- Chemical Abstracts,
- REDIB,
- l'ICYT i
- Redalyc espanyol,
- SJR,
- Ibero-American Journal Rankings (en el 5è lloc[9][10]).